# Пістунов Ігор Миколайович
Ігор Миколайович Пістунов (10 листопада 1951) — доктор технічних наук, професор кафедри економіки та економічної кібернетики.

## Автор 17 винаходів, у тому числі
–       Тепловий двигун[1];
–       Пристрій для вимірювання крайового кута змочування[2];
–       Пристрій для визначення типу зносу твердих поверхонь[3].

## На час подачі статті у Вікіпедію опубліковано

### 38 навчальних посібників, п'ять з яких мають гриф МОН України. Серед найбільш цитованих, посібники присвячені таким темам як
–       Кластерний аналіз в економіці [4];
–       Теорія ймовірності для економістів з розрахунками на комп'ютері[5];
–       Безпека електронної комерції [6];
–       Визначення та управління фінансово-економічними ризиками [7].

### 36 статей та монографій з технічних наук, зокрема присвячених таким темам як
–       Визначення інерційних та кінематичних похибок при вимірюванні сил тертя[8];
–       Розрахунок втрат на тертя в кульковому передавальному механізмі[9];
–       Оптимальний вибір масштабних коефіцієнтів переходу від моделі на натурний вузол тертя [10];
–       Визначення оптимальної форми антифрикційних вкладишів у сферичних та циліндричних шарнірах [11];
–       Оптимальний вибір антифрикційних матеріалів за економічним критерієм [12].

### Більше 90 статей та монографій з економічних наук, зокрема присвячених таким темам як
–       Методика створення моделей періодичних процесів в економіці[13];
–       Ідея створення оптимального балансу на підставі фінансових коефіцієнтів[14];
–       Ідея створення корпоративної функції корисності [15];
–       Розробка моделей оптимального портфеля цінних паперів[16], [24];
–       Оптимізація інноваційної та інвестиційної діяльності підприємницьких структур [17];
–       Управління зарплатою [18, 19];
–       Оптимальне інвестування [20];
–       Визначення міри допуску керівника до управління коштами підприємства[21];
–       Методи оптимальної торгівлі «м'якими» валютами [22];
–       Прогнозування обсягів економічного відшкодування наслідків техногенного забруднення криворізького регіону[23];
–       Визначення ймовірності неповернення кредиту особами, що не мають кредитної історії [24];
-       Методика визначення рівноважних роздрібних цін на підставі статистики придбання товарів [38]
-       Методика знайдення оптимального запасу запасних частин через теорію надійності [39]
-       Методика розрахунку диференціальних ставок податків на різні галузі економіки країни [40]